# Первоцвет сиккимский
Первоцвет сиккимский, или примула сиккимская (лат. Primula sikkimensis) — многолетнее травянистое растение, вид рода Первоцвет (Primula). Культивируется как декоративное садовое растение с 1850 года. Подходит для выращивания в полутени, в почве, которая постоянно остается влажной. Растение получило премию Королевского садоводческого общества «За выдающиеся садовые качества». 

## Описание
Многолетнее травянистое растение. Внешне напоминает Первоцвет Флоринды (Primula florindae), отличаясь более узкими листьями, переходящими в черешок постепенно.
Листья собраны в мощную прикорневую розетку; черешок неотчётливо выражен или почти равен длине пластинки; листовая пластинка эллиптическая до продолговатой или обратно-ланцетной, 7–30(–40) × 2–7 см, тонкая, бумаговидная или почти перепончатая, основание суженное (редко тупое или почти округлое), край крупнозубчатый или пильчато-зубчатый, верхушка округлая, иногда заострённая; с нижней стороны хорошо заметна сетчатая жилковатость. Цветонос 15–90 см, к верхушке покрыт жёлтым мучнистым налётом.
Соцветие — обычно одиночный, реже двойной зонтик, состоящий минимум из двух цветков. Прицветники ланцетные, 0,5–2 см, основание часто вздутое, вершина заострённая. Цветоножки 1–6(–10) см, покрыты жёлтой мучнистостью. Чашечка колокольчатая до трубчато-колокольчатой, 7–10(–12) мм, обильно мучнистая; рассечена примерно до середины, ясно пятижилковая; зубцы ланцетные до треугольно-ланцетных, остроконечные, слегка отогнутые. Венчик жёлтый, редко кремово-белый, при высыхании становится тёмно-зелёным, 1,5–2,5(–3) см; трубка немного длиннее чашечки; отгиб (1–)1,5–3 см в диаметре; лепестки обратнояйцевидные до обратнояйцевидно-продолговатых, край цельный или слегка выемчатый. Цветки разностолбчатые (гетеростильные): пестичные цветки — тычинки на 2–3 мм выше основания трубки венчика; столбик примерно равен длине трубки; тычиночные цветки — соотношение длины трубки и венчика обратное.

## Распространение и места обитания
В Китае обитает на западе провинции Сычуань, в Тибете (Сицзан), на северо-западе провинции Юньнань, а также в Бутане, на северо-востоке Индии, в Мьянме, Непале, Сиккиме.
Произрастает на влажных лугах, окраинах болот и в сырых лесах, по берегам ручьёв; на высотах 3200–4400 м.

## Выращивание
Вид очень влаголюбив, хорошо растёт на переувлажненных и заболоченных участках, но обильно цветёт только на богатых почвах, в полутени. Морозостоек до минус 23 °C. 